# Зографска чешма
Зографската чешма (на гръцки: Βρύση Ζωγράφου) е чешма в халкидическото село Зографу, Гърция.

## История
Чешмата е разположена в бившия метох на Зографския манастир и е построена в 1853 година. На нея има двуезичен български и гръцки надпис.
| „ | При 1853 года создадесѧ сеи прекрасніі источникъ при повеленіемъ высоко преподобнѣйшаго господина ѿца игумена Иларіона Зографскаго месеца марта 12 | “ |